# C (linguaggio di programmazione)
C (AFI: /ˈsiː/) è un linguaggio di programmazione a uso generale di natura imperativa e procedurale creato da Dennis Ritchie negli anni 1970. Tutt'oggi influente, è largamente adoperato nei sistemi operativi, nei driver e nelle pile di protocolli, mentre è in diminuzione il suo uso nelle applicazioni. C è comunemente usato in architetture che vanno dai più grandi supercalcolatori fino ai minuscoli microcontrollori e sistemi integrati.
Successore del linguaggio B, C fu in origine sviluppato ai Bell Labs da Ritchie tra il 1972 e il 1978 per costruire utilità eseguibili su Unix, e fu subito dopo applicato nella reimplementazione del kernel di quel sistema operativo. Durante gli anni 1980, C gradualmente crebbe in popolarità, diventando nel terzo millennio uno dei linguaggi più usati in assoluto, con compilatori disponibili per praticamente ogni architettura e sistema operativo moderni. Il libro intitolato The C Programming Language, scritto dal suo creatore insieme a Brian Kernighan, servì per molti anni come lo standard de facto del linguaggio. Dal 1976, C è normato dall'American National Standards Institute (ANSI) e dall'International Organization for Standardization (ISO).
C è un linguaggio procedurale imperativo, che supporta la programmazione strutturata, la visibilità lessicale e la ricorsione, e possiede un sistema di tipi statico. Il linguaggio C permette l'utilizzo a basso livello alla memoria e fornisce costrutti che combaciano efficientemente con le istruzioni del linguaggio macchina. Nonostante le sue capacità a basso livello, il linguaggio è adatto per essere programmato su piattaforme diverse: un programma in C conforme scritto per essere portabile può essere compilato per una vasta gamma di piattaforme con poche variazioni al suo codice sorgente.
A partire dal 2000, C è costantemente classificato tra i primi due linguaggi nell'indice TIOBE, una misura di popolarità dei linguaggi di programmazione.

## Storia
Il linguaggio fu originariamente sviluppato da Dennis Ritchie presso i Bell Labs della AT&T tra il 1969 e il 1973, con lo scopo di utilizzarlo per la stesura del sistema operativo UNIX, precedentemente realizzato da Ken Thompson e Ritchie stesso in assembly del PDP-7. Nel 1972 esordì il primo sistema UNIX su un DEC PDP-11, scritto interamente col nuovo linguaggio di programmazione C. Nel 1978, la pubblicazione del libro Il linguaggio C ne fece crescere rapidamente la diffusione, portando alla nascita di diversi dialetti e dunque alla necessità di definire uno standard.
La prima standardizzazione di C fu realizzata dall'ANSI nel 1989 (ANSI X3.159-1989), nota come C89. La stessa versione, solo con modifiche di formattazione minime, fu poi standardizzata anche dall'ISO nel 1990 (ISO/IEC 9899:1990), nota come C90. Successivamente l'ISO ha pubblicato altre quattro versioni del linguaggio C, note come C95 (ISO/IEC 9899/AMD1:1995), C99 (ISO/IEC 9899:1999), C11 (ISO/IEC 9899:2011/Cor 1:2012) e C18 (ISO/IEC 9899:2018). Di queste, la C99 ha portato i principali miglioramenti al linguaggio di programmazione, introducendo nuovi tipi di dato, gli inizializzatori designati per gli array, gli array di dimensione variabile e altri miglioramenti mutuati da C++.

### Funzionalità introdotte nelle revisioni del linguaggio

#### C99
- Il tipo di dato _Bool, che ammette la memorizzazione dei booleani false e true;
- Il tipo di dato _Complex per la rappresentazione dei numeri complessi;
- Il tipo di dato _Imaginary per la rappresentazione dei numeri immaginari;
- Il tipo di dato long long int;
- Il tipo booleano in <stdbool.h>;
- Le funzionalità addizionali floating-point in <float.h>;
- I commenti su linea singola introdotti da //;
- Le funzioni inline;
- Il qualificatore di tipo restrict, ammissibile solo sui puntatori (restricted pointer);
- È rimosso l'int implicito di ritorno;
- La lunghezza variabile dell'array (VLA, variable-length array);
- I letterali composti (Compound literals);
- Gli inizializzatori designati (Designated initializers)
- È ammesso dichiarare variabili ovunque si desidera nell'ambito di un blocco di codice così come frapporre tra di esse altre istruzioni;
- Le funzioni della famiglia vscanf;
- Le regole per le costanti di tipo intero;
- Le regole di promozione degli interi (integer promotion);
- Le macro matematiche di tipo generico in <tgmath.h>;
- Le macro con un numero variabile di argomenti;
- La macro va_copy;
- Lo specificatore di conversione %lf nella funzione printf();
- Il supporto all'aritmetica IEEE Floating-Point (IEC 559);
- L'operatore di preprocessing _Pragma.

#### C11
Lo standard C11 ha introdotto cinque nuovi file header, ovvero <stdalign.h>, <stdatomic.h>, <stdnoreturn.h>, <threads.h> e <uchar.h>, nonché diverse funzionalità che hanno contribuito a migliorare il linguaggio:
- Le macro inerenti alle specifiche di allineamento della memoria, con il relativo file header <stdalign.h> , tra cui _Alignas e _Alignof, nonché la funzione aligned_alloc (Memory Alignment Control);
- Aggiunto il supporto al multithreading. Le nuove funzionalità sono fornite dalla libreria dei thread dichiarata nel file header <threads.h>. Aggiunto anche il qualificatore di tipo _Atomic nell'header file <stdatomic.h>;
- Le strutture (struct) e le unioni (union) anonime;
- Espressioni di tipo generico mediante la parola chiave _Generic (type-generic expressions);
- Migliorato il supporto Unicode con i tipi di dato char16_t (UTF-16) e char32_t (UTF-32) con le relative funzioni di conversione dichiarate in <uchar.h>;
- Rimossa la funzione gets() dichiarata in <stdio.h>;
- Lo specificatore _Noreturn applicabile alle funzioni;
- Le asserzioni statiche mediante la parola chiave _Static_assert (Static Assertions);
- La funzione quick_exit per la terminazione di un programma;
- Bounds-checking interfaces (specificate nella sezione opzionale "Annex K" del C11);
- Analyzability features (specificate nella sezione opzionale "Annex L" del C11);
- La modalità esclusiva x di apertura e creazione file (Exclusive create-and-open mode):
- Le macro per la creazione di numeri complessi in <complex.h>.

## Descrizione
Nato insieme a Unix, C è supportato dalla totalità dei sistemi operativi di largo uso impiegati ed è impiegato principalmente per la realizzazione di sistemi operativi, linguaggi di programmazione, librerie, giochi e per applicazioni altamente performanti; è rinomato per la sua efficienza e si è imposto come linguaggio di riferimento per la realizzazione di software di sistema su gran parte delle piattaforme hardware moderne. La standardizzazione del linguaggio (da parte prima dell'ANSI e poi dell'ISO) garantisce la portabilità dei programmi scritti in C (standard, spesso detto ANSI C) su qualsiasi piattaforma; oltre che per il software di sistema, è stato a lungo il linguaggio dominante in tutta una serie di altri domini applicativi caratterizzati mirati sull'efficienza. Esempi tipici sono le telecomunicazioni, il controllo di processi industriali e il software sistema real-time. Il predominio di C in questi contesti è in parte diminuito a seguito dell'avvento di alternative significative, primo fra tutti C++.
C ha anche una notevole importanza didattica, sebbene, per la sua complessità semantica e per le forti relazioni di tale semantica con il funzionamento dell'hardware dei computer, non si tratti di un linguaggio particolarmente intuitivo per i principianti e, in special modo, per quelli sprovvisti di un'adeguata preparazione riguardante l'architettura dei calcolatori. Se un tempo le scuole superiori e i corsi universitari adottavano C come linguaggio di riferimento a causa della sua importanza tecnica, oggi questa scelta trova un'ulteriore motivazione nella crescente importanza di linguaggi che da C derivano (per esempio C++, Java e C# e, per consentire allo studente un approccio iniziale più rapido e intuitivo, linguaggi ad alto livello come Python).

### Caratteristiche generali
C è un linguaggio di programmazione relativamente minimalista; la sua semantica utilizza un insieme ristretto di concetti relativamente semplici e vicini al funzionamento dell'hardware dei calcolatori. Molte istruzioni C sono traducibili direttamente con una singola istruzione di linguaggio macchina (per esempio, gli operatori di autoincremento e autodecremento). Nel linguaggio, un ruolo centrale viene svolto dal concetto di puntatore, che viene generalizzato fino a coincidere con l'indirizzamento indiretto, un modo di accedere alla memoria hardware caratteristico di tutte le moderne CPU. Questo rende C un linguaggio particolarmente efficiente. Inoltre, rispetto al linguaggio assembly, C ha in più una struttura logica definita e leggibile, funzioni in stile Pascal e soprattutto il controllo sui tipi (in fase di compilazione), che manca completamente nel linguaggio assembly.
La sintassi di C è piuttosto versatile e il linguaggio è in forma libera, permettendo di scrivere istruzioni complesse in poche righe di codice o di creare programmi criptici e illeggibili (offuscamento del codice). In definitiva, il successo di C fu decretato dall'essere un linguaggio creato da programmatori esperti, per essere usato da programmatori esperti.
Questa grande libertà, la complessità sintattica del linguaggio (che come abbiamo visto contiene poche istruzioni di base) e il ruolo centrale dei puntatori, che è necessario usare praticamente fin dai primi programmi, lo rendono quindi un linguaggio ostico e sconsigliabile ai neofiti, che cadono quasi subito in una serie di trappole che, se pure ovvie per un esperto, sono molto difficili da individuare per un principiante.
Grazie alla particolare efficienza del codice prodotto dai suoi compilatori, C venne utilizzato per riscrivere la maggior parte del codice del sistema UNIX, riducendo l'uso del linguaggio assembly ad un piccolo gruppo di funzioni. La sua importanza tuttavia, crebbe solo dopo il 1978 con la pubblicazione, da parte di Brian Kernighan e Dennis Ritchie, del libro The C Programming Language, nel quale il linguaggio venne definito in modo preciso per la prima volta.
Il suo successivo larghissimo utilizzo portò alla nascita di diversi dialetti e quindi alla necessità di definirne uno standard. A questo scopo, nell'estate del 1983, venne nominato un comitato con il compito di creare uno standard ANSI (American National Standards Institute) che definisse il linguaggio C una volta per tutte. Il processo di standardizzazione, il quale richiese sei anni (molto più del previsto), terminò nel dicembre del 1989 e le prime copie si resero disponibili agli inizi del 1990. Questa versione di C è normalmente chiamata C89. Lo standard venne anche adottato dall'International Organisation for Standardisation (ISO) nel 1999 con il nome di C Standard ANSI/ISO. Nel 1995, fu adottato l'Emendamento 1 al C Standard che, fra le altre cose, ha aggiunto nuove funzioni alla libreria standard del linguaggio. Usando come documento base il C89 con l'Emendamento 1 e unendovi l'uso delle classi di Simula, Bjarne Stroustrup iniziò a sviluppare C++.
Il risultato finale del continuo sviluppo di C fu lo standard promulgato nel 1999, noto come ISO C99 (codice ISO 9899).
Con la versione C11 (2011) vengono lievemente rivisti alcuni comandi, mentre la versione C18 (2018) ha corretto alcune criticità della C11, senza tuttavia introdurre alcuna nuova funzionalità.

### Tipi di dato
C supporta quattro tipi di dato fondamentali, tutti numerici: int, che rappresenta un numero intero; char, che rappresenta un carattere (più precisamente, un intero positivo associato a un carattere attraverso un sistema di codifica, solitamente ASCII); float, che rappresenta un numero decimale; double, che rappresenta un numero decimale con precisione doppia rispetto a float.
Esistono inoltre i seguenti modificatori, che si possono anteporre ai nomi dei tipi interi per cambiarne delle caratteristiche: signed specifica che l'intero può essere positivo o negativo; unsigned specifica che l'intero può essere solo positivo; short riduce la memoria assegnata al tipo di dato, restringendo di conseguenza l'intervallo numerico rappresentabile; long funziona in maniera opposta, aumentando la memoria e ampliando l'intervallo.
C supporta ed utilizza largamente i puntatori, variabili che hanno come valore un indirizzo di memoria.
I tipi complessi presenti sono gli array, le enumerazioni (enum), le strutture (struct) e le unioni (union). Le stringhe sono implementate come semplici array di caratteri terminati da un carattere nullo ("null character", avente codice ASCII pari a 0) e non hanno un tipo apposito.

### Parole chiave
Il linguaggio C, come qualsiasi altro linguaggio di programmazione, consente la realizzazione di programmi adoperando un insieme di "parole chiave" (keywords).
Lo standard ANSI ha definito il seguente insieme di parole chiave:

auto, break, case, char, const, continue, default, do, double, else, enum, extern, float, for, goto, if, int, long, register, return, short, signed, sizeof, static, struct, switch, typedef, union, unsigned, void, volatile, while.

### Sequenze di escape
| Sequenza | Nome del carattere                                                  |
| -------- | ------------------------------------------------------------------- |
| \a       | beep                                                                |
| \b       | backspace                                                           |
| \f       | FF - form feed (salto pagina)                                       |
| \n       | LF - line feed o newline                                            |
| \r       | CR - carriage return (ritorno del carrello - cursore a inizio riga) |
| \t       | tabulazione orizzontale                                             |
| \v       | tabulazione verticale                                               |
| \\       | \ (barra inversa)                                                   |
| \'       | ' (apice)                                                           |
| \"       | " (doppi apici)                                                     |
| \0       | NULL (carattere nullo o di fine stringa)                            |

## Esempi di programma

### Hello world!
Il seguente esempio stampa il testo Hello world! sullo standard output (che normalmente coincide con lo schermo del terminale utilizzato da chi esegue il programma). Nella didattica informatica, l'uso di introdurre i fondamenti di un linguaggio di programmazione con un programma che stampa a video una scritta di questo tipo deriva proprio da questo celebre esempio, tratto dal libro Il linguaggio C di Kernighan e Ritchie.
```
#include
 
<stdio.h>

    

int
 
main
()

{
 

   
printf
(
"Hello world!
\n
"
);

   
return
 
0
;

}

```

Quanto segue è un'analisi linea per linea del programma mostrato; questo tipo di scrittura è eseguibile soltanto su sistemi basati su Unix.
```
#include
 
<stdio.h>

```

Questa linea è una direttiva di inclusione per il preprocessore. Il preprocessore è un programma (o un modulo di un ambiente integrato) che esegue alcune trasformazioni preliminari del codice sorgente, prima che quest'ultimo venga consegnato al compilatore vero e proprio. In questo caso, la trasformazione richiesta consiste nel rimpiazzare la linea in questione con l'intero contenuto dello header file ("file di intestazione") stdio.h. La presenza di parentesi angolari indica che il file si trova in una directory standard nota al preprocessore. Per includere un header (di solito creato dal programmatore) presente nella stessa cartella dove si trova il file da compilare si usa una sintassi del tipo:
```
#include
 
"nomeheader.h"

```

Con al posto di nomeheader il nome dell'header desiderato.
Un header file, in C, è un file che contiene dichiarazioni di tipi di dati e di funzioni; nel caso specifico, viene incluso per introdurre nel sorgente la dichiarazione della funzione di libreria standard printf. Tale dichiarazione, specifica quali tipi di parametri sia obbligatorio e consentito fornire alla printf e di che tipo sia il suo valore restituito. Entrambe queste informazioni saranno poi usate dal compilatore per verificare che l'uso che "Hello world!" fa di questa funzione sia corretto.
Al posto di printf si può anche utilizzare la funzione puts, scritta come
```
    
puts
(
"Hello world!"
);

```

```
int
 
main
()

```

Una linea di questo tipo costituisce l'inizio di una definizione di funzione, in questo caso la funzione main. La funzione main costituisce il punto di ingresso di un programma C: l'esecuzione di un programma inizia dalla prima istruzione del main e termina con l'ultima. Eventuali altre funzioni entreranno in gioco solo se e quando richiamate (direttamente o indirettamente) dal main. In assenza di una funzione main, il compilatore non può produrre un programma eseguibile (ma potrebbe produrre una libreria).
La parola chiave iniziale int rappresenta il tipo del valore restituito dalla funzione. Nel caso speciale del main, esso viene interpretato come valore restituito dall'intero programma al sistema operativo. Coerentemente con una convenzione universale circa i valori restituiti dai programmi al sistema, il main restituisce sempre un numero intero, nonostante alcuni testi riportino erroneamente anche dichiarazioni della funzione main con tipo di ritorno void (vedi ANSI C).
```
{

```

Le parentesi graffe sono utilizzate in C per indicare l'inizio e la fine di un blocco, una unità di programma; in questo caso, la funzione main.
```
    
printf
(
"Hello, world!
\n
"
);

```

Questa riga costituisce una chiamata di funzione; in altre parole, richiede che venga eseguita tale funzione. printf è una funzione della libreria standard del C che stampa un messaggio su standard output. Pertanto sullo schermo apparirà la scritta Hello, world! (senza doppi apici, che servono nel codice sorgente a indicare inizio e fine della stringa).
\n è una sequenza di escape ANSI, ovvero una sequenza di caratteri (che in C cominciano sempre con il carattere \) che verranno tradotti in fase di compilazione in un unico carattere (solitamente non stampabile o interpretato in altro modo). In particolare, \n verrà tradotto nel carattere di fine riga che, quando usato con le librerie standard in modalità testo (come con printf), indica l'avanzamento di linea e il ritorno a capo del testo. Quindi, se il programma viene usato interattivamente, in genere uno spostamento del cursore.
Il punto e virgola finale della riga indica la fine dell'istruzione (la chiamata a funzione).
```
    
return
 
0
;

```

Un'istruzione iniziata con la parola chiave return, all'interno di una funzione, termina la funzione stessa e consente di specificare un valore di ritorno (qualora la funzione ne possa ritornare uno). Nel caso particolare del main, come si è detto sopra, questo valore sarà restituito al sistema operativo (0 è il valore di ritorno al sistema che, convenzionalmente, indica la terminazione con successo di un programma).

### Calcolatrice
Esempio di calcolatrice che esegue la somma, il prodotto, la differenza ed il quoziente di due numeri interi:
```
#include
 
<stdio.h>
  //Specifica la libreria usata dal programma

int
 
main
()
 
{

    
int
 
a
;
  
//Primo valore

    
int
 
b
;
  
//Secondo valore

    
int
 
somma
;
  
//Somma dei due valori

    
int
 
prodotto
;
  
//Prodotto dei due valori

    
int
 
differenza
;
  
//Differenza dei due valori

    
int
 
quoto
;
  
//Quoziente dei due valori

    

    
printf
(
"Inserisci il primo numero: "
);
  
//Stampa sulla console

    
scanf
(
"%d"
,
 
&
a
);
  
//Legge un valore intero e lo "inserisce" nella variabile "a"

    

    
printf
(
"Inserisci il secondo numero: "
);
 
//Stampa sulla console

    
scanf
(
"%d"
,
 
&
b
);
 
//Legge un valore intero e lo "inserisce" nella variabile "b"

    

    
somma
 
=
 
a
 
+
 
b
;
 
//Calcola la somma del contenuto della variabile "a" e di quello di "b" e lo "inserisce" nella variabile "somma"

    
prodotto
 
=
 
a
 
*
 
b
;
 
//Calcola il prodotto del contenuto della variabile "a" e di quello di "b" e lo "inserisce" nella variabile "prodotto"

    
differenza
 
=
 
a
 
-
 
b
;
 
//Calcola la differenza del contenuto della variabile "a" e di quello di "b" e lo "inserisce" nella variabile "differenza"

    

    
if
(
b
 
!=
 
0
)
 
{
 
//Controlla che la variabile "b" contenga un valore diverso da 0

        
quoto
 
=
 
a
 
/
 
b
;
 
//Calcola il quoziente del contenuto della variabile "a" e di quello di "b" e lo "inserisce" nella variabile "quoto"

    
}

    

    
printf
(
"La somma e': %d
\n
"
,
 
somma
);
 
//Stampa sulla console una stringa con il valore della variabile "somma"

    
printf
(
"Il prodotto e': %d
\n
"
,
 
prodotto
);
 
//Stampa sulla console una stringa con il valore della variabile "prodotto"

    
printf
(
"La differenza e': %d
\n
"
,
 
differenza
);
 
//Stampa sulla console una stringa con il valore della variabile "differenza"

    
if
(
b
 
!=
 
0
)
 
{
 
//Controlla che la variabile "b" contenga un valore diverso da 0

        
printf
(
"Il quoziente e': %d
\n
"
,
 
quoto
);
 
//Stampa sulla console una stringa con il valore della variabile "quoto"

    
}

    

    
return
 
0
;
 
//Restituisce 0 e termina il programma

}

```

Spiegazione:
- int definisce le variabili come di tipo intero (a, b, somma, prodotto, differenza e quoto sono variabili)
- printf è l'istruzione che stamperà a video ciò che è contenuto tra le virgolette
- scanf legge l'input e lo colloca nella variabile &a. In questo caso in numeri decimali ("%d")
- +, *, -, / sono, rispettivamente, gli operatori di somma, prodotto, differenza e quoto
- La sintassi if() controlla se il contenuto all'interno delle parentesi tonde è vero (true). In caso positivo esegue le funzioni dentro le parentesi graffe (in questo caso: quoto = a / b;)
- La sintassi != significa "diverso". In questo esempio viene controllato che il contenuto della variabile b sia diverso da 0; in caso venga eseguita una divisione col divisore uguale a 0, il programma andrà in errore.
- "La somma e': %d\n", somma: al posto di %d verrà stampato il contenuto di somma (%d significa verrà stampato un numero intero)
- return è la parola chiave che indica la terminazione della funzione, restituendo il valore 0. La terminazione della funzione main() comporta anche la terminazione del programma.

## Linguaggi collegati
Molti tra i principali linguaggi di programmazione moderni sono ispirati a C e ne ereditano parte della sintassi. Alcuni linguaggi (come Java, C++, C# e Objective C) mantengono buona parte della sintassi di C e la estendono per meglio supportare differenti paradigmi di programmazione, mentre altri linguaggi modernizzano la sintassi ma cercano di mantenere gli stessi paradigmi e domini applicativi di C, come programmazione di sistema (ad esempio Go) o sistemi integrati (ad esempio Zig).

### C++
Il linguaggio di programmazione C++ è strettamente derivato da C, ma non tutti i programmi C sono validi in C++ e viceversa. Mentre C e C++ evolvevano indipendentemente, sono aumentate le loro incompatibilità. La versione C99 creò un numero di conflitti in più. Le differenze rendono difficile la scrittura di programmi e librerie che funzionino sia in C che in C++, e creano confusione in chi programma in entrambi i linguaggi. La disparità rende difficile per entrambi i linguaggi l'adozione di caratteristiche dall'altro.
Bjarne Stroustrup, il creatore di C++, ha ripetutamente suggerito che le incompatibilità tra C e C++ dovrebbero essere ridotte il più possibile per massimizzare l'interoperatività tra i due linguaggi. Altri hanno sostenuto che poiché C e C++ sono linguaggi differenti, la compatibilità tra i due è utile ma non vitale. Secondo questa posizione, gli sforzi per ridurre l'incompatibilità non devono ostacolare i tentativi per migliorare in modo autonomo i linguaggi.
Oggi, le maggiori differenze (a parte l'aggiunta in C++ delle classi, template, namespace, overloading) tra i due linguaggi sono:
- inline - le funzioni inline hanno lo scope globale in C++.
- Il tipo bool in C99 è definito nel <stdbool.h>. Gli standard precedenti di C non definivano un tipo booleano, e vari metodi incompatibili erano usati per simularlo.
- Singole costanti di caratteri (racchiuse tramite apici singoli) hanno la dimensione di un int in C e di un char in C++.
- Parole chiave addizionali sono introdotte in C++, quindi non possono essere usate come identificatori come invece era lecito in C (per esempio try, catch, template, new, delete, ecc...)
- In C++, il compilatore crea automaticamente un tag per ogni struct, union o enum, quindi struct S {}; in C++, in C è equivalente a typedef struct S {} S;.

### Objective-C
Il linguaggio Objective C deve la sua popolarità a Apple che lo ha scelto come base per i suoi sistemi operativi macOS, iOS, watchOS e tvOS. È un linguaggio orientato agli oggetti e, a differenza di C++, mantiene la piena compatibilità con C.
Nel 2014 Apple ha presentato un nuovo linguaggio, Swift, che ha sostituito Objective C nella programmazione sui sistemi operativi sopracitati.